# Armada Invencible
La Grande y Felicísima Armada o Gran Armada de 1588 (apodada posteriormente Armada Invencible) fue una expedición militar marítima que, tras el triunfo en la batalla de Lepanto y la consolidación del poder español en Europa, fue planificada por el monarca español Felipe II para destronar a su contraparte Isabel I e invadir Inglaterra. El ataque que llevó a cabo ocurrió en el contexto de la guerra anglo-española de 1585-1604, y aunque fracasó, la guerra se prolongó dieciséis años más y terminó con el Tratado de Londres de 1604, favorable a España.
Felipe II decidió articular el ataque conjuntamente y de manera compleja desde los puertos del litoral atlántico español (de Andalucía a Guipúzcoa pasando por Portugal —desde donde zarpó el grueso de la flota—, Galicia, Asturias, Santander y Vizcaya; y desde las posesiones españolas en los actuales Países Bajos). Se armó una gran flota en puertos españoles que recibió el nombre de Grande y Felicísima Armada. Las naves enviadas desde la península ibérica participarían en el combate, mientras que las fuerzas españolas que salieran simultáneamente desde los Países Bajos, con los Tercios de Flandes, se encontrarían entre el canal de la Mancha y el mar del Norte con las que habían partido de la península ibérica, con el objetivo de desembarcar en Inglaterra. Esta invasión no pretendía la anexión de las islas británicas al Imperio español, sino la expulsión de Isabel I del trono inglés, y respondía a la ejecución de María Estuardo, a la política antiespañola de piratería y a la guerra de Flandes. Debía gobernarla el almirante de Castilla Álvaro de Bazán, marqués de Santa Cruz, pero falleció poco antes de la partida de la flota, y le sustituyó a toda prisa Alonso Pérez de Guzmán (VII duque de Medina Sidonia). Estaba compuesta por 137 barcos que zarparon de Lisboa, y de ellos, 122 barcos entraron en el canal de la Mancha.
Las turbulentas condiciones meteorológicas en el mar causaron el naufragio de muchas naves. Sin embargo, 87 barcos —unas dos terceras partes de la flota— regresaron a España sin haber cumplido su misión de derrotar a las fuerzas inglesas y de favorecer el ataque desde Flandes. En 1589 Inglaterra llevó a cabo una expedición militar para destruir los barcos españoles que estaban siendo reparados en La Coruña, Santander y San Sebastián, así como para iniciar una insurrección antiespañola en Lisboa. Esta expedición fue conocida como la Invencible Inglesa, o Contraarmada, y también fracasó en sus objetivos.

## Antecedentes
En 1558 el Imperio español se extendía por América y Filipinas, además de haberse anexionado los territorios del Imperio portugués por derechos sucesorios. El interés de España por Inglaterra era geopolítico, al ser un reino de importancia que podría ser un perfecto paraguas para sus posesiones en los Países Bajos frente a ataques franceses o rebeliones protestantes.
Felipe II contrajo matrimonio con la reina católica de Inglaterra María I, de modo que el hijo que tuvieran pudiera reinar en España y en Inglaterra. María I, a instancias de su consorte, Felipe II, comenzó a construir una armada inglesa moderna, bautizando al primer barco como Felipe y María en conmemoración de su casamiento. María I falleció en 1558 sin dar a Felipe II un heredero, lo que llevó a la hermanastra de María, la reina Isabel I de Inglaterra, a acceder al trono. Isabel comenzó a reinstaurar la reforma anglicana en Inglaterra y Felipe II intentó detener el proceso y asegurarse la alianza con Inglaterra, proponiéndole matrimonio a la que fuera su cuñada, proposición que fue rechazada.
Felipe II de España e Isabel I de Inglaterra convivieron de manera pacífica durante su primera década de reinado. A la postre, España había sufrido constantes ataques en sus virreinatos de ultramar y de sus barcos mercantes por parte del pirata John Hawkins y de su primo Sir Francis Drake, que actuaban con expediciones financiadas por Isabel I, pero sin perder su condición de piratas y tratantes de esclavos africanos. En 1568 Hawkins y Drake, practicaban su actividad corsaria en las costas del Nuevo Mundo, pero en una tormenta, buscaron refugio en un puerto de Nueva España (actual México), lo que España vio como una ocasión para atacarles, librándose la batalla de San Juan de Ulúa, que se saldaría con una victoria española. Isabel respondió a este ataque a naves inglesas atacando cinco galeones españoles cargados de oro.
En 1570 el papa Pío V promulgó una bula que excomulgaba a Isabel I y autorizaba a cualquier católico para asesinarla y a cualquier monarca católico para destronarla. Felipe II no se mostró interesado en dicha acción, pero el agente papal italiano Roberto di Ridolfi acabó presentándose ante la Corte de España y propuso al rey una conspiración para asesinar a Isabel I y sustituirla por la reina de Escocia, María Estuardo, de religión católica. El rey de España mandaría diversos agentes a Inglaterra para incitar a la rebelión, pero esta jamás llegó a estallar porque los espías de Isabel descubrieron el complot. Isabel decidió iniciar un contraplan para dar dinero y tropas a los rebeldes protestantes de los Países Bajos. A partir de 1572 Isabel comenzó a financiar las expediciones corsarias de Hawkins y Drake en las costas del Caribe, capturando botines de ciudades españolas. En 1585 Drake atacó diversos puertos de Galicia, atentando contra iglesias y matando a curas y a monjas, lo que motivó la acción de Felipe II de atacar por fin a Inglaterra.
Ana de san Bartolomé, secretaria de Teresa de Jesús, afirmó que una monja, de Portugal, María de la Visitación, brujuleaba por la corte incitando al ataque a Inglaterra.

## La estrategia

### Los planes de Felipe
Felipe II contactó con el duque de Parma, Alejandro Farnesio, que gobernaba los Países Bajos, y con el marqués de Santa Cruz, Álvaro de Bazán, almirante de la flota de Lisboa, para pedirles un plan de invasión de Inglaterra. El plan de Álvaro de Bazán era mandar una gran flota que desembarcara en Gran Bretaña y procediera a la invasión. Por su parte, la estrategia de Farnesio era una ofensiva relámpago a Londres por parte de los Tercios de Flandes. Felipe, en lugar de decidirse por uno, ordenó que ambos planes fueran combinados. El marqués de Santa Cruz debía salir de Lisboa a cargo de una Gran Armada y se reuniría con Alejandro Farnesio, cuyos 30 000 hombres desembarcarían en el condado de Kent y sitiarían a Londres. Esta era zona propicia, ya que no había fortificaciones entre la costa de Kent y la actual Londres.

### Los planes de Isabel
Isabel I fue informada por sus espías de los planes de invasión de Felipe II. Desde 1583 Inglaterra había fundado una Comisión Real para la Armada, que continuó la labor de modernización de la armada inglesa iniciada por María I. Todos los buques antiguos —como el Felipe y Maria que fue construido durante el anterior reinado de Felipe II como rey consorte de María I y rebautizado como el Nonpareil— se reacondicionaron para mejorar su velocidad, y todos los nuevos buques se diseñaban para ser más rápidos, presentando una proa más baja, castillos de popa, líneas más pulidas y cubiertas de cañones más largas.
A fin de ganar tiempo para disponer sus defensas, Isabel ordenó a sir Francis Drake atacar la bahía de Cádiz, donde se estaban construyendo barcos de la Gran Armada española. El ataque de Francis Drake, conocido como la Expedición de Drake de 1587, destruyó o capturó cerca de 100 buques españoles, lo que interrumpió notoriamente los preparativos españoles y retrasó los trabajos cerca de un año.

## Cambio de mando de la Armada y la partida

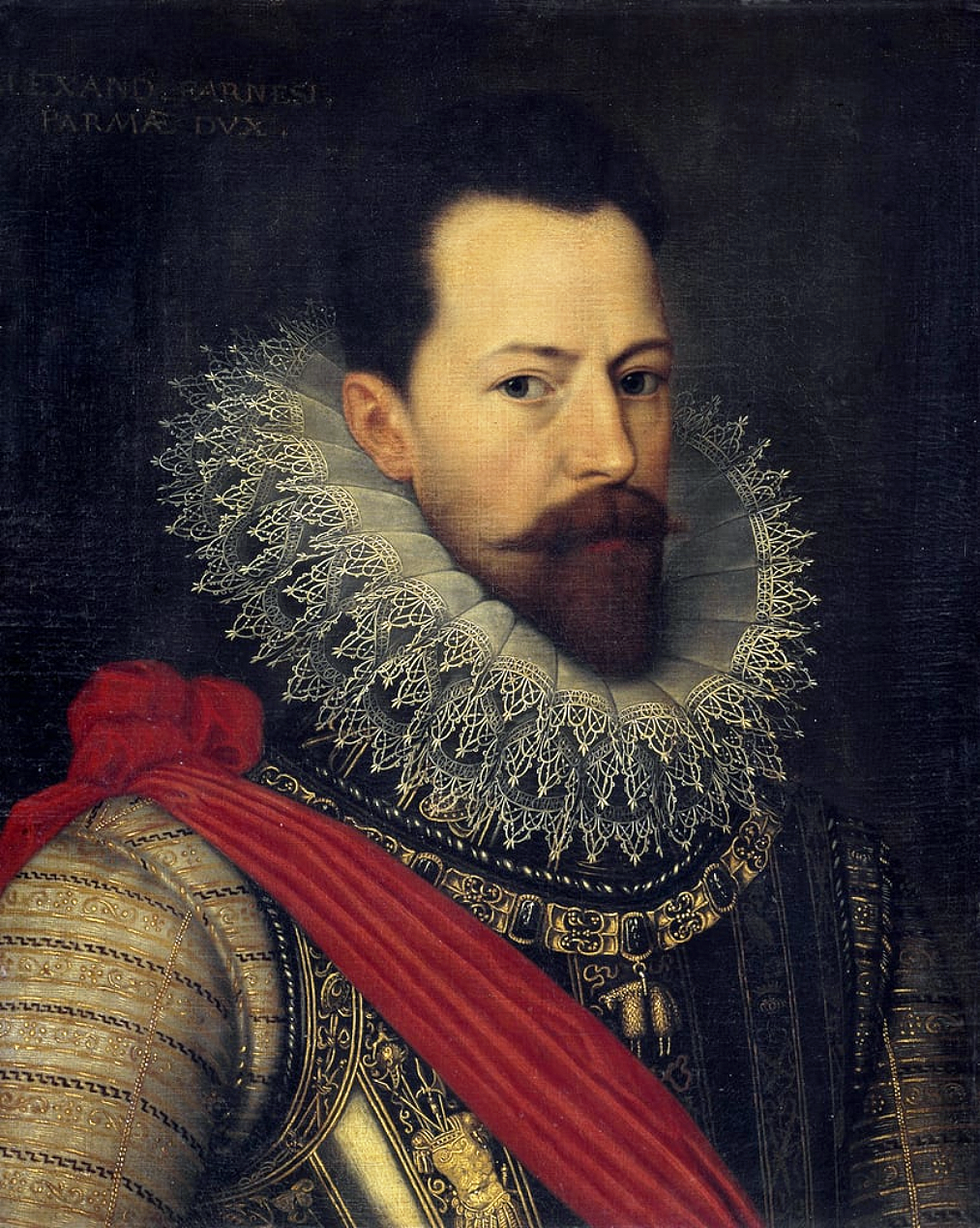
Alejandro Farnesio, duque de Parma

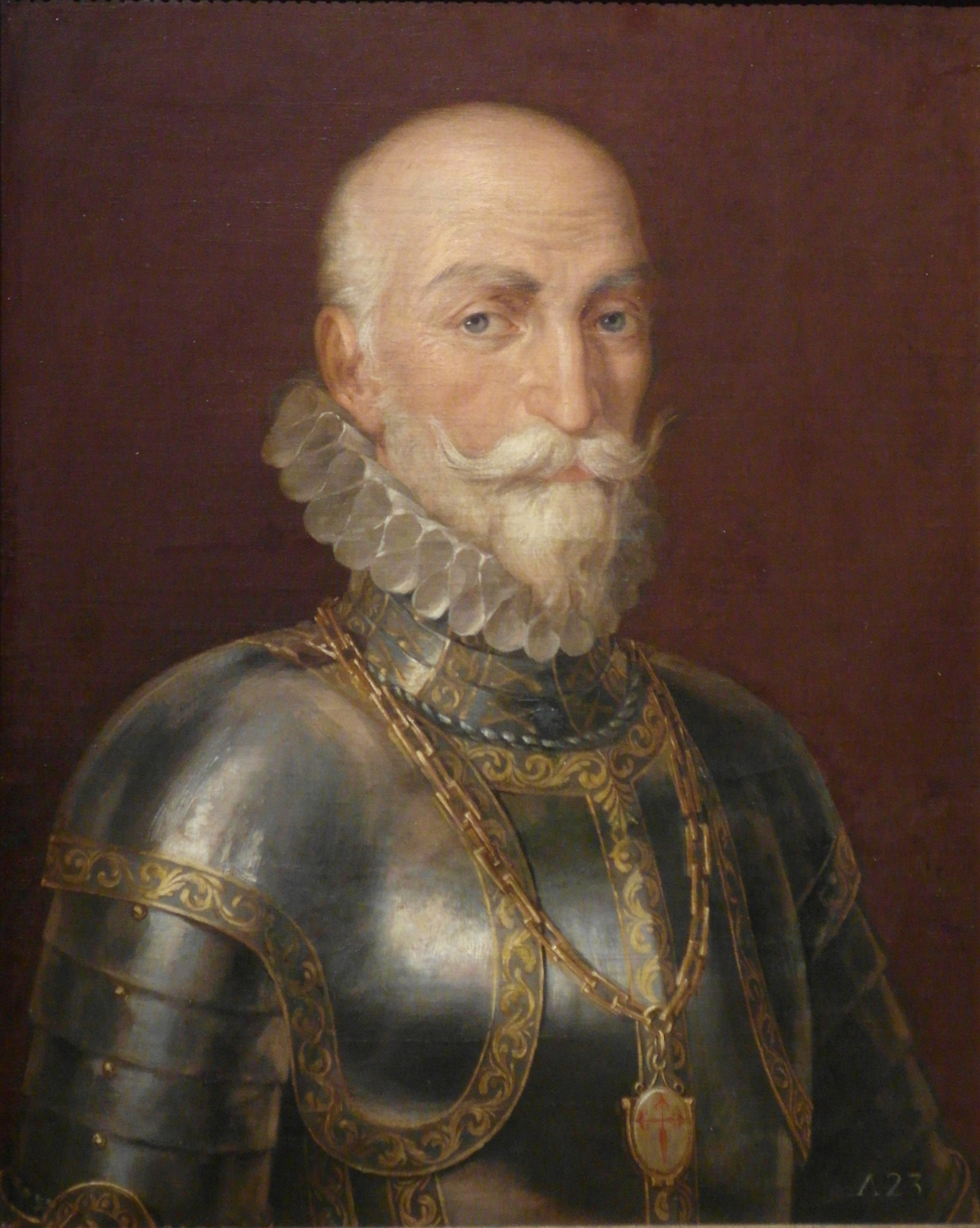
Almirante Álvaro de Bazán

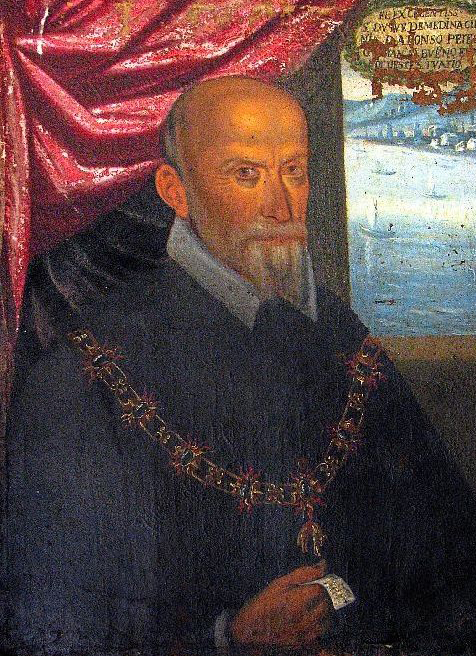
Alonso Pérez de Guzmán, duque de Medina Sidonia

Felipe II veía que la Armada se había convertido en un enorme gasto financiero y apresuró a Álvaro de Bazán para que atacara Inglaterra. Sin embargo, el 9 de febrero de 1588 Álvaro de Bazán murió en Lisboa aquejado de tifus, dejando a la Armada sin almirante. En la capital portuguesa no se encontraba ningún marino con un prestigio social a la altura de Bazán para liderar una empresa de esa envergadura, de modo que Felipe II recurrió al duque de Medina Sidonia, Alonso Pérez de Guzmán. El 19 de febrero de 1588, recibió el anuncio de la muerte del marqués de Santa Cruz y la orden de partir a Lisboa.
El duque de Medina Sidonia carecía de experiencia naval y no se consideraba el hombre indicado para el proyecto. En cartas enviadas al rey se puede leer en concreto:

V.M. me mandó viniese a Lisboa a aparejar esta armada y traerla a mi cargo. Y en aceptar la jornada propuse a V.M. muchas causas propias de su servicio, por do no convenía el que yo la hiciese, no por rehusar el trabajo, si no por ver que se iba a la empresa de un reino tan grande y tan ayudado de los vecinos y que para ello era menester mucha más fuerza de la que V.M. tenía junta en Lisboa. Y así rehusé este servicio por esta causa. Y por entender que se facilitaba más a V.M. el negocio de lo que algunos entendían, que solo miraran a su real servicio, sin más fines.

Así, lo fácil de comprender en este caso eran sus preocupaciones en relación con la premura que exigía el rey y el mal estado de aquella armada. Una armada mal pertrechada, sin el personal necesario ni el apropiado. Una armada diseñada apresuradamente que él tenía que disponer en un demasiado corto espacio de tiempo y sin apenas hombres (9000). Dice en un informe (ortografía original):

... aunque ayan escrito a V.M. de aquí, que esta armada estaba tan a punto y en orden que podría partir dentro de pocos días, después que yo he llegado la he hallado tan diferente de esto, que fuera imposible poderse hacer, pues todo lo que yo he hecho después que llegué y lo que se va haciendo es tan necessario, que si no se hiciera dentro del puerto, fuera la armada a mucho riesgo, porque toda la artillería se ha mudado, por ser ymposible poder servirse della de la manera que estaba puesta, y otras muchas cosas de esta calidad que han sido menester de mudarse.

Felipe II no recibió las cartas del duque declinando el cargo que le ofrecían, ya que los consejeros del rey las interceptaron y le respondieron que negarse a semejante misión le desacreditaría para siempre. Recibida esta respuesta, el duque se dirigió a Lisboa a cumplir con lo encomendado. Al cabo de seis semanas de haber ejercido el mando, la Armada se hizo a la mar. La armada incluía 19 000 infantes, 7000 marineros, 1000 caballeros de fortuna, 180 clérigos y 130 barcos.
El 25 de mayo de 1588, el duque de Medina Sidonia mandó un correo al duque de Parma, en los Países Bajos, para informarle de que la Grande y Felicísima Armada, como se hizo conocer por Felipe II, se hacía a la mar. Recomendaba en su correo que se dispusiera a preparar las tropas terrestres para la invasión de Inglaterra.
El 24 de junio, las galernas dispersaron la flota frente a La Coruña, empujando a algunos barcos hasta el sureste de Inglaterra, y a otros hacia el golfo de Vizcaya. Llevó más de un mes volver a reunir la flota. Por su parte, el duque de Medina Sidonia volvió a aconsejar una vez más al rey que desistiese de la empresa o que le relevase del mando, a lo que el rey respondió airado que se dedicase a lo que le tocaba hacer.
Al mismo tiempo, los ingleses enviaron a la desesperada una flota de guerra destinada a enfrentarse a la Gran Armada mientras esta se hallaba amarrada en La Coruña, pero las condiciones meteorológicas eran tan malas que los ingleses ni siquiera consiguieron llegar a España y hubieron de regresar a sus puertos.

## La Armada se acerca a Inglaterra

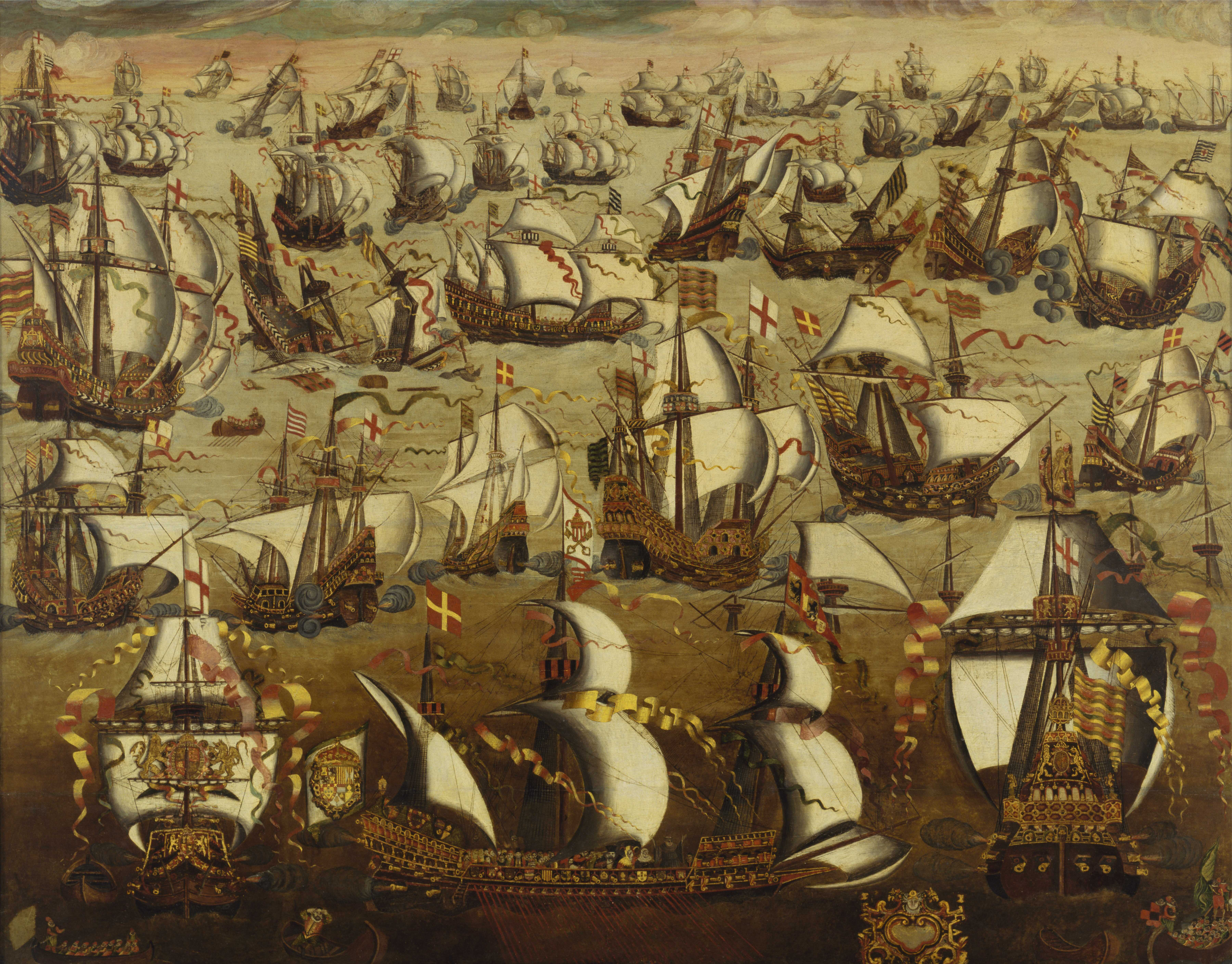
La batalla entre la Armada española y la flota inglesa

A partir del 22 de julio, cuando alcanzaron el golfo de Vizcaya, las fuertes tormentas y el estado de la mar provocaron que para el 28 del mismo mes una parte de la flota (40 barcos) se hubiera perdido y separado del resto. Tuvieron que pasar otros dos días más para que los barcos perdidos regresaran al grueso de la flota. Desafortunadamente para ellos ya habían sido avistados por el barco inglés Golden Hind, comandado esta vez por Thomas Fleming, quien tuvo tiempo de dar la voz de alarma mientras la «Grande» aún se recomponía. Cuando la Armada alcanzaba la altura de Fowey, el 29 de julio de 1588, los faros costeros ingleses ya anunciaban su presencia.
Del aviso de Fleming a Drake sobre la llegada española nace una de las muchas, aunque poco probable, leyendas o mitos acerca del comentario de Drake cuando, jugando a los bolos en Plymouth Hoe, le llegó la noticia del avistamiento de la «Grande»:

Tenemos tiempo de acabar la partida. Luego venceremos a los españoles.
Sir Francis Drake

Sin embargo, la flota inglesa fondeada en Plymouth no tenía posibilidades de zarpar, ya que ni el tiempo ni la mar se lo permitían en ese momento. Con la brisa en contra y la subida de la marea, la flota inglesa se encontraba atrapada en el puerto. Además, en esos mismos instantes la Armada española navegaba viento a favor, a barlovento.
El almirante Juan Martínez de Recalde, segundo comandante de la Armada, reparó en que la flota inglesa se encontraba atrapada en su propio puerto sin posibilidades de zarpar y avisó al duque de Medina Sidonia para que realizara un ataque a gran escala al puerto de Plymouth. Sin embargo, Medina Sidonia debía dirigirse a los Países Bajos a reunirse con el duque de Parma y juntarse con las tropas de Flandes, y había recibido órdenes estrictas de no atacar a los ingleses a no ser que se viera obligado a ello. Esto pudo interpretarse como que siempre actuó eligiendo la mejor y más coherente de las opciones para la flota.
Así, en definitiva, no parece haber constancia de la advertencia del segundo sobre atacar a la flota inglesa en puerto y las afirmaciones, quizás exageradamente humildes dado su carácter modesto y obediente, de Alonso Pérez de Guzmán sobre sí mismo pudieron contribuir a esta idea de incompetencia sobre su liderazgo de la flota en materia militar.

### El canal de La Mancha
Los ingleses lograron sacar 70 naves del puerto de Plymouth ayudados con botes de remos y, amparados por la oscuridad, la noche del 30 de julio rodearon a la armada española, gozando de la ventaja de situarse a barlovento. El 31 de julio, la flota inglesa comenzó a avasallar tímidamente a la Armada Grande y, al margen de los primeros contactos y estimación del poderío adversario, se realizaron por la parte inglesa los primeros ataques con tímidos cañoneos a larga distancia. La Armada española adopta una formación de media luna, con los barcos más robustos en la vanguardia y los más frágiles protegidos en el interior.
En primer lugar, los ingleses atacaron a uno de los buques de los extremos como blanco de un cañoneo desde la lejanía, el San Juan de Portugal, buque insignia del almirante Juan Martínez de Recalde, que recibirá más de 300 cañonazos.
En una de estas refriegas ocurrieron dos accidentes no tan importantes para la «Grande» como el botín conseguido por los ingleses: se perdieron dos galeones españoles, el San Salvador, navío insignia de Pedro de Valdés al mando de la flota andaluza (11 navíos), y el Nuestra Señora del Rosario.
En el primero parece ser que explotó la santabárbara del buque, el pánico y desconcierto del personal a bordo hicieron que este se entregara y quedara a merced de Drake.
El otro galeón, el Nuestra Señora del Rosario, en una maniobra de abordaje sobre un navío inglés, chocó con otro barco español, quedando inutilizado su palo mayor y, por lo tanto, sin posibilidad de hacer frente a ningún ataque. Corrió la misma suerte que el San Salvador, que quedó a merced de los ingleses junto con su tripulación y acabaron en los puertos de Weymouth y Dartmouth, respectivamente.
La pérdida de dos navíos importantes como los mencionados, así como las pequeñas refriegas, no fueron tan graves para los españoles como el botín conseguido por los ingleses, ya que, al menos uno de ellos, iba repleto de víveres, munición (aunque poco quedaría del San Salvador) y demás material para el aprovisionamiento de la «Grande». Dadas las circunstancias posteriores y las dificultades de la Armada para fondear en Flandes, ambos navíos quizás hubieran sido de una importancia cualitativa.
Aun así, parece evidente que dos galeones de los 137 navíos españoles no eran, en aquel momento, una gran pérdida cuantitativa. Sin embargo, cuando los problemas empezaron a superar a la «Felicísima», cualquier navío, por poco importante que pareciera, se convirtió en vital para su objetivo.

### La isla de Wight

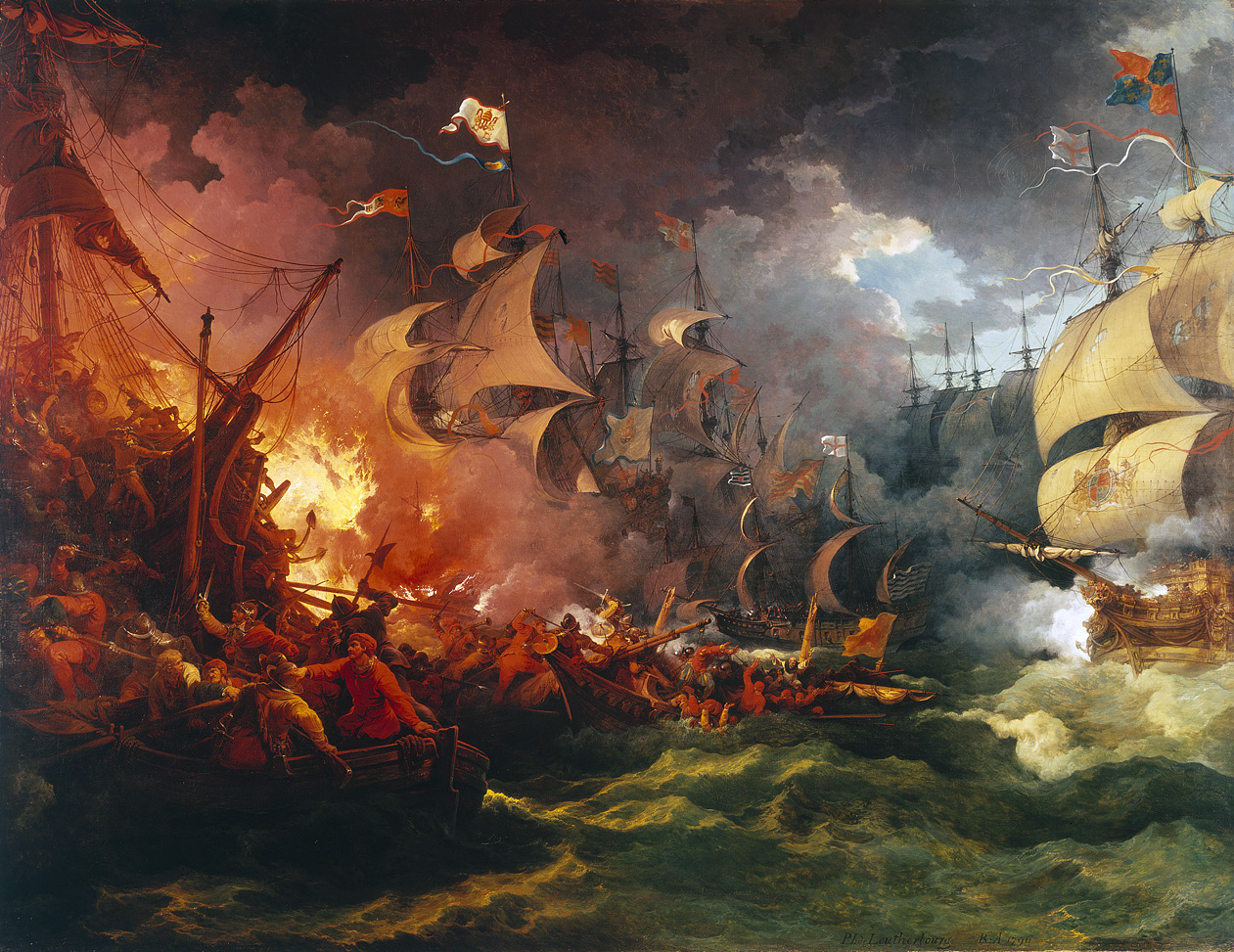
Derrota de la armada invencible, pintura de Philippe-Jacques de Loutherbourg (1796)

El duque de Medina Sidonia cuenta con un constante avance de su flota y escribe casi diariamente al duque de Parma, mandando mensajeros a los Países Bajos, para tener noticias de las tropas de Flandes, pero este no le ha respondido ni una vez. Medina Sidonia convoca un Consejo de Guerra que recomienda fondear la Armada en el puerto de la isla de Wight hasta que se reciba una respuesta del duque de Parma que indique que los Tercios de Flandes están listos para zarpar y dirigirse al encuentro de la Armada. El 4 de agosto, el duque de Medina Sidonia ordena poner rumbo al puerto, pero el escuadrón costero comandado por Martin Frobisher les presenta combate y los conducen a unos bajíos peligrosos cerca de la costa. En ese momento Drake, Charles Howard y John Hawkins conducen sus escuadrones hasta situarse en medio de la armada, donde se libra una batalla de varias horas y la Armada abandona la isla de Wight, dirigiéndose al paso de Calais, a la altura de las Gravelinas, confiando en que el duque de Parma esté listo para el encuentro.

### El paso de Calais
Al día siguiente, el duque de Medina Sidonia recibió al fin una carta del duque de Parma donde le avisaba de que aún no había embarcado a los soldados. Esto se debió a que el duque de Parma no había recibido el primer mensaje, en el que se informaba de que la Armada había partido de Lisboa, pero aun así dispone sus tropas para embarcarlas. Medina Sidonia ancló su armada en el entorno del puerto de Calais y allí aguardó la llegada de las tropas del duque de Parma a bordo de sus gabarras. Dado que la flota inglesa se mantenía a barlovento, el duque de Medina Sidonia interpone zabras y pinazas que actuarían contra la llegada de posibles brulotes o algún otro ataque nocturno en naves menores. Tal y como estaba previsto Hawkins atacó durante la noche lanzando ocho brulotes, dos de los cuales fueron contenidos por la defensa. Otros cuatro obligaron a algunos barcos a desanclar para dejarles pasar, con la intención de volver a fondear en el mismo lugar una vez pasado el peligro. Las corrientes y el viento, sin embargo, alejaron del puerto a un grupo de 40 barcos que se ven incapaces de regresar. A la mañana siguiente, Medina Sidonia, con objeto de proteger a esos navíos y mantener la defensa compacta se reagrupa junto a ellos.

### El mar del Norte
En alta mar se produce un nuevo enfrentamiento. Los ingleses en ese momento están en superioridad: se mantienen a barlovento y además pueden recibir vituallas y munición desde sus puertos. La armada española, aunque estaba preparada para una campaña más larga fuera de sus bases, tiene que racionar la munición. Ante los mudos cañones de algunos barcos españoles, los ingleses pueden atacar desde tan cerca que incluso se intercambian insultos. La mayor fortaleza de los galeones españoles aguanta la lluvia de fuego hasta que los atacantes agotan su capacidad y se ven obligados a regresar. Por ejemplo el galeón San Martín, buque insignia de Medina Sidonia, llega a encajar hasta 107 impactos directos. Retirada la flota inglesa, ante la delicada situación de los españoles y antes de que se produjeran mayores pérdidas, algunos capitanes rechazan la orden de reagrupamiento obligando al Duque de Medina Sidonia a imponer la disciplina con mano de hierro mandando ahorcar a uno de los capitanes. Sin embargo, la argumentación del segundo comandante, Juan Martínez de Recalde, que también se negó a reagruparse, obliga al duque a reconocer su fracaso, antes de que llegue a consumarse la derrota con la pérdida total de la flota.

### El regreso rodeando las islas británicas
A estos hechos siguieron las grandes dificultades de la Gran Armada para recalar en los puertos flamencos y un empeoramiento repentino de las condiciones meteorológicas en la zona, lo que llevó a la flota inglesa a recalar en sus puertos esperando que mejorara el tiempo. La flota española en el mar del Norte, por causa de los vientos, tuvo que rodear las islas británicas por Escocia y descender luego bordeando Irlanda para dirigirse a los puertos españoles, con los subsiguientes desastres y hundimientos en las abruptas y tormentosas costas británicas, que causaron un gran número de bajas entre los españoles.
Sin embargo, un estudio del historiador español José Luis Casado Soto de 1988, demostró, con un seguimiento de cada navío según la contabilidad de la Gran Armada y la administración de armadas posteriores que en total las pérdidas no superaron los 35 buques, siendo estos casi todos navíos de transporte y de navegación mediterránea, ya que en el viaje de vuelta no naufragó un solo galeón. (Aún que se naufragó La Girona, una galeaza napolitana, modificada en un galeón.) 
Se cuenta que a la vuelta de la Armada a España, Felipe II dijo: «Yo envié a mis naves a pelear contra los hombres, no contra los elementos». En el margen de una de las cartas enviadas al duque de Parma, autores como Carlos Gómez-Centurión sí dan por escrita por el propio rey la frase: «En lo que Dios hace no hay que perder ni ganar reputación, sino no hablar de ello».

## Hallazgos arqueológicos
En 1967 los arqueólogos descubrieron el primer pecio de los ocho hallados frente a la costa irlandesa, el del Santa María de la Rosa. Este barco naufragado carecía de artillería pero poseía una gran pila de proyectiles. Algunas teorías dicen que la armada fue derrotada porque se le acabó la munición. Colin Martin descubriría en otros pecios cañones intactos. Al haber mezcolanza de cañones cada uno tiene calibres distintos, por lo que los españoles tuvieron problemas para distribuir la munición adecuada en los barcos correspondientes. Además, se descubrió que muchos de los cañones iban montados sobre enormes cureñas de dos ruedas, lo que era poco manejable.

### Tamaño de las flotas
Otra tergiversación[cita requerida] bastante común relativa a este episodio histórico es la idea de que la flota inglesa era muy inferior en número de barcos y de cañones a la española y que, a pesar de ello, los ingleses consiguieron con su pericia y astucia derrotar a la flota española.[cita requerida] Esto es absolutamente falso, ya que en realidad los barcos ingleses superaban en número a los españoles, a pesar de que la flota española superaba en tonelaje a la inglesa, y la flota española era, a priori, más poderosa. De hecho, la flota movilizada por la Royal Navy constaba de 226 barcos, aunque 163 de esos barcos eran mercantes. Entonces la flota inglesa solamente consistía en 63 barcos armados, De los 137 que componían la Grande y Felicísima Armada 20 eran la Escolta Armada y 117 eran Transportes. En cuanto al número de cañones, la flota española contaba con 2431 cañones, mientras que la flota inglesa tenía aproximadamente 2000 cañones (individualmente, los barcos españoles eran más homogéneos y estaban más artillados que los ingleses).

### Bajas inglesas
Siguiendo con otra de las tergiversaciones[cita requerida] más extendidas, hoy día es bien conocido el hecho de que los ingleses sufrieron menos bajas que los españoles en la batalla de las Gravelinas, y que los españoles, a su vez, sufrieron cerca de 10 000 bajas debido a un feroz temporal que los sorprendió bordeando la costa occidental irlandesa. Un hecho muy importante, y que al mismo tiempo es poco conocido, es que los marinos ingleses fueron a su vez diezmados por causas ajenas al combate, ya que unos 9000 marineros ingleses fueron víctimas de sendas epidemias de tifus y disentería que estallaron a bordo de los barcos ingleses inmediatamente después del enfrentamiento con la flota española. Además, el ambiente en Inglaterra tras la batalla distó mucho de ser la algarabía de fervor patriótico y festejos por el fracaso de la invasión española que la mitología popular pretende.[cita requerida] La realidad es que a la batalla siguieron todo tipo de disturbios y enfrentamientos políticos provocados por las penalidades pasadas por los combatientes ingleses, que murieron por millares en un total abandono, y que tardaron meses en cobrar sus sueldos debido a que la guerra llevó al borde de la bancarrota tanto a la Corona española como a la inglesa.
El historiador británico Fuller se refiere a ello del siguiente modo:

[...] Felipe II no permaneció inconsciente a las calamidades de los bravos soldados y marinos que tanto habían arriesgado y soportado en el transcurso de aquella desastrosa cruzada. Hizo cuanto estuvo en su mano para aliviar sus sufrimientos y en vez de recriminar la derrota de Medina Sidonia, le ordenó que regresara a Cádiz y reanudara allí su gobierno. Muy diferente fue la conducta de la reina Isabel, cuya preocupación constante era la de reducir gastos. Al contrario de Felipe, no había nada de caballeroso ni de generoso en su carácter, y aunque el profesor Laughton exagera mucho al intentar disimular su tacañería, no existe duda alguna de que, de haber sido mujer de corazón como lo era de cerebro, hubiera resultado imposible que dejara morir de hambre y de enfermedad a tan alto número de valerosos marinos luego de conseguir aquella victoria para ella [...] Tres días después de haber regresado de la persecución, escribe Burghley: «Las enfermedades y la muerte están causando estragos entre nosotros; resulta doloroso ver cómo aquí en Margate no hay lugar para estos hombres y muchos de ellos fallecen en las calles». Una vez más, el 30 de agosto insistió: «Es lastimoso presenciar cómo los hombres padecen después de haber prestado tal servicio... Valdría más que Su Majestad la reina hiciera algo en su favor, aun a riesgo de gastar unas monedas, y no los dejara llegar a semejante extremo, porque en adelante quizá tengamos que volver a necesitar de sus servicios; y si no se cuida más de esos hombres, y se les deja morir de hambre y de miseria, será muy difícil volver a conseguir su ayuda»
J. F. C. Fuller. Batallas decisivas del mundo occidental. 2009. RBA Colecciones (pp. 381-382)

### Ataques españoles a las costas inglesas
La más incomprensible de las tergiversaciones,[cita requerida] que implican el desastre de la Grande y Felicísima Armada de 1588, es que este episodio con frecuencia es referido por historiadores anglosajones[cita requerida] como un brillante ejemplo de la gran tradición defensiva inglesa que ha impedido, desde la invasión normanda del siglo XI, el desembarco en suelo inglés de cualquier fuerza hostil por poderosa que fuera.[cita requerida] En realidad, las tropas españolas atacaron y saquearon localidades inglesas en diversas ocasiones, tanto antes como después del episodio de la Gran Armada, si bien estos hechos suelen ser omitidos[cita requerida] en la historiografía inglesa.
Ya durante la guerra de los Cien Años, el almirante castellano Fernando Sánchez de Tovar asoló las costas inglesas durante seis años (entre 1374 y 1380), saqueando múltiples localidades como Southampton, Plymouth, Portsmouth, Dartmouth o Poole, entre otras, y llegando a incendiar, tras remontar el Támesis, la localidad de Gravesend, a la vista de Londres. Años después, y durante el mismo conflicto, el corsario español Pero Niño volvió a atacar en 1405 la península de Cornualles, asolando la isla de Pórtland y saqueando Poole.
Obviando los fugaces desembarcos que marinos españoles llevaron a cabo en las costas inglesas por motivos de aprovisionamiento de urgencia, en julio de 1595 se produjo la batalla de Cornualles. Una flota compuesta por cuatro galeras españolas al mando de Carlos de Amésquita, que patrullaba en aguas inglesas, desembarcó unos 400 soldados de los tercios en la bahía de Mount, en la península de Cornualles, al suroeste de Inglaterra para aprovisionarse. Las milicias inglesas, encargadas de la defensa inglesa en caso de invasión por tropas españolas, huyeron, y los españoles tomaron todo lo que necesitaban y quemaron las localidades de Mousehole, Paul, Newlyn y todos los pueblos de los alrededores. Al final del día, celebraron una tradicional misa católica en suelo inglés, embarcaron de nuevo y lograron esquivar una flota de guerra al mando de Francis Drake y John Hawkins que había sido enviada para expulsarlos.
Dos años después del ataque de Amésquita, en 1597, Felipe II volvió a enviar una nueva flota de invasión contra Inglaterra, más poderosa que su precursora de 1588. Tras avanzar hacia las costas inglesas sin encontrar oposición, un fuerte temporal dispersó la flota, si bien en esta ocasión no se produjeron los catastróficos resultados de 1588. Aun así, siete barcos llegaron a tierra en las proximidades de Falmouth, desembarcando a 400 soldados de élite que se atrincheraron esperando refuerzos para marchar hacia Londres. Tras dos días de espera, en los que las milicias inglesas no se atrevieron a hostigarlos, recibieron la orden de embarcar, pues la flota se había dispersado irremediablemente, y regresaron a España.

## Barcos de las flotas

### Imperio Español

#### Escuadra portuguesa
- São Martinho (San Martín) — 48 cañones (primer navío de escuadra, al mando del duque de Medina Sidonia)
- São João (San Juan) — 50 cañones (segundo navío de escuadra)
- São Marcos (San Marcos) — 33 cañones (al mando de López de Mendoza, encalló el 10 de septiembre cerca de las costas irlandesas)[34]
- São Filipe (San Felipe) — 40 cañones (al mando de Francisco de Toledo, abandonado el 8 de agosto entre Nieuwpoort y Ostende, capturado el 9 de agosto por la patrulla de las Provincias Unidas)
- São Luís (San Luis) — 38 cañones (al mando de Agustín Mexía)
- São Mateus (San Mateo) — 34 cañones (al mando de Diego Pimentel, encalló el 8 de agosto entre Nieuwpoort y Ostende, capturado el 9 de agosto por la patrulla de las Provincias Unidas)
- Santiago (Santiago) — 24 cañones
- San Francesco (San Francisco) — 52 cañones (al mando de Niccolo Bartoli, galeón florentino incluido en la escuadra portuguesa)
- São Cristóvão (San Cristóbal) — 20 cañones
- São Bernardo (San Bernardo) — 21 cañones
- Augusta (Augusta) — 13 cañones
- Júlia (Julia) — 14 cañones.

#### Escuadra castellana
- San Cristóbal — 36 cañones (primer navío de escuadra, al mando de Diego Flores de Téllez)
- San Juan Bautista — 24 cañones (segundo navío de escuadra)
- San Pedro — 24 cañones
- San Juan — 24 cañones
- Santiago el Mayor — 24 cañones
- San Felipe y Santiago — 24 cañones
- La Asunción — 24 cañones
- Nuestra Señora del Barrio — 24 cañones
- San Linda y Celedón — 24 cañones
- Santa Ana — 24 cañones
- Nuestra Señora de Begoña — 24 cañones
- La Trinidad Bogitar — 24 cañones
- Santa Catalina — 24 cañones
- San Juan Bautista — 24 cañones
- Nuestra Señora del Rosario — 24 cañones
- San Antonio de Padua — 12 cañones.

#### Escuadra de Vizcaya
- Santa Ana — 30 cañones (navío insignia de la escuadra, al mando de Juan Martínez de Recalde y Alejandro Gómez de Segura)
- El Gran Grin — 28 cañones (segundo navío de escuadra, encallado el 24 de septiembre cerca de Clare Island)
- Santiago — 25 cañones
- La Concepción de Zubelzu — 16 cañones
- La Concepción de Juan del Cano — 18 cañones
- La Magdalena — 18 cañones
- San Juan — 21 cañones
- La María Juan — 24 cañones (hundido el 8 de agosto al norte de Gravelinas)
- La Manuela — 12 cañones
- Santa María de Montemayor — 18 cañones
- María de Aguirre — 6 cañones
- Isabela — 10 cañones
- El patache de Miguel de Suso — 6 cañones
- San Esteban — 6 cañones.

#### Escuadra de Guipúzcoa
- Santa Ana — 47 cañones (navío insignia de la escuadra, al mando de Miguel de Oquendo)
- Santa María de la Rosa — 47 cañones
- San Salvador — 25 cañones
- San Esteban — 26 cañones
- Santa María — 20 cañones
- Santa Bárbara — 12 cañones
- San Buenaventura — 21 cañones
- La María San Juan — 12 cañones
- Santa Cruz — 18 cañones
- Urca Doncella — 16 cañones
- El patache La Asunción — 9 cañones
- El patache San Bernabé — 9 cañones
- La pinaza Nuestra Señora de Guadalupe — 1 cañón
- La pinaza Magdalena — 1 cañón

#### Escuadra andaluza
- Nuestra Señora del Rosario — 46 cañones (navío insignia de la escuadra, al mando de Pedro de Valdés)
- San Francisco — 26 cañones
- San Juan Bautista — 31 cañones
- San Juan de Gargarin  — 16 cañones
- La Concepción — 20 cañones
- Urca Duquesa Santa Ana — 23 cañones
- Santa Catalina — 23 cañones
- La Trinidad — 13 cañones
- Santa María del Juncal — 20 cañones
- San Bartolomé — 20 cañones
- El patache El Espíritu Santo — 32 cañones

#### Escuadra levantina o italiana
- La Ragazzonae — 30 cañones (navío insignia mandado por Martín de Bertendona)
- La Lavia — 25 cañones
- La Rata Santa María Encoronada — 35 cañones
- San Juan de Sicilia — 26 cañones
- La Trinidad Valencera — 42 cañones
- La Anunciada — 24 cañones
- San Nicolás Prodaneli — 26 cañones
- Juliana — 32 cañones
- Santa Maria de Vison — 18 cañones
- La Trinidad de Scala — 22 cañones

#### Escuadra de urcas
- El Gran Grifón — 38 cañones (al mando de Juan López Medina)[35]
- San Salvador — 24 cañones
- Perro Marino — 7 cañones
- Falcon Blanco Mayor — 16 cañones
- Castillo Negro — 27 cañones
- Barca de Amburgo — 23 cañones
- Casa de Paz Grande — 26 cañones
- San Pedro Mayor — 29 cañones
- El Sansón — 18 cañones
- San Pedro Menor — 18 cañones
- Barca de Anzique — 26 cañones
- Falcon Blanco Mediano — 16 cañones
- San Andrés — 14 cañones
- Casa de Paz Chica — 15 cañones
- Ciervo Volante — 18 cañones
- Paloma Blanca — 12 cañones
- La Ventura — 4 cañones
- Santa Bárbara — 10 cañones
- Santiago — 19 cañones
- David — 7 cañones
- El Gato — 9 cañones
- Esayas — 4 cañones
- San Gabriel — 4 cañones

#### Galeras napolitanas
- La Girona — 50 cañones (al mando de Hugo de Moncada)
- San Lorenzo — 50 cañones
- Zúñiga — 50 cañones
- Napolitana — 50 cañones

### Inglaterra y Provincias Unidas
- Ark Royal (Almirante Charles Howard)
- Elizabeth Bonaventure (George Clifford, tercer conde de Cumberland)
- Rainbow (Lord Henry Seymour)
- Golden Lion (Lord Thomas Howard)
- White Bear (Alexander Gibson)
- Vanguard (William Winter)
- Revenge (sir Francis Drake)
- Elizabeth (Robert Southwell)
- HMS Victory (1588)) (almirante sir John Hawkins)
- Antelope (Henry Palmer)
- Triumph (Martin Frobisher)
- HMS Dreadnought (1573 (2) (George Beeston)
- Mary Rose (Edward Fenton)
- Nonpareil (Thomas Fenner)
- Hope (Robert Crosse)
- Galley Bonavolia
- Swiftsure (Edward Fenner)
- Swallow (Richard Hawkins)
- Larke (Arthur Chichester, I barón Chichester)
- Foresight (Christopher Baker)
- Aid (William Fenner)
- Bull (Jeremy Turner)
- Tiger (John Bostocke)
- Tramontana (Luke Ward)
- Scout (Henry Ashley)
- Achates (Gregory Riggs)
- Charles (John Roberts)
- Merlin (Walter Gower)
- Spy (pinaza) (Ambrose Ward)
- Sun (pinaza) (Richard Buckley)
- Cygnet (John Sheriff)
- Brigandine (Thomas Scott)
- George (Richard Hodges)
- 34 mercantes
- 33 barcazas
- 23 barcos de cabotaje
- 30 navíos de las Provincias Unidas en el bloqueo de la costa flamenca.

Los Brulotes perdidos del 7/8 de agosto:
- Bark Talbot
- Hope
- Thomas
- Bark Bond
- Bear Yonge
- Elizabeth
- Pastel
- Cure's ship

## Leyendas

### Llegada de la patata a Irlanda
Los soldados españoles se alimentaban con patatas, un tubérculo muy nutritivo que habían traído los viajeros españoles de América. Una leyenda irlandesa cuenta que los naufragios de estos galeones españoles en Irlanda llevaron a las costas las patatas, que fueron recogidas por los campesinos. El suelo de Irlanda es enormemente rocoso y el clima muy lluvioso, lo que dificultaba enormemente muchos cultivos. Los irlandeses comenzaron a cultivar las patatas y vieron que crecían bien en su suelo rocoso y que eran muy nutritivas, por lo que convirtieron el país en un monocultivo de esa patata.